# Islande aux Jeux olympiques d'hiver de 1968
Cet article contient des informations sur la participation et les résultats de l'Islande aux Jeux olympiques d'hiver de 1968, qui ont eu lieu à Grenoble en France. Il s'agit de la dernière participation de l'Islande aux Jeux olympiques d'hiver jusqu'au retour du pays dans les Jeux d'hiver, huit ans plus tard à Innsbruck.  

## Résultats

### Ski alpin

#### Hommes
| Athlète               | Épreuve      | Manche 1      | Manche 1 | Manche 2      | Manche 2 | Total         | Total |
| Athlète               | Épreuve      | Temps         | Rang     | Temps         | Rang     | Temps         | Rang  |
| --------------------- | ------------ | ------------- | -------- | ------------- | -------- | ------------- | ----- |
| Kristinn Benediktsson | Slalom géant | 2 min 05 s 84 | 76       | 2 min 03 s 03 | 69       | 4 min 08 s 87 | 69    |
| Björn Olsen           | Slalom géant | 2 min 05 s 79 | 75       | 2 min 10 s 81 | 76       | 4 min 16 s 60 | 72    |
| Reynir Brynjólfsson   | Slalom géant | 2 min 04 s 73 | 72       | 2 min 00 s 58 | 65       | 4 min 05 s 31 | 67    |
| Ivar Sigmundsson      | Slalom géant | 2 min 03 s 42 | 71       | 2 min 02 s 44 | 68       | 4 min 05 s 86 | 68    |

#### Slalom hommes
| Athlète               | Manche 1      | Manche 1 | Manche 2      | Manche 2 | Finale         | Finale       | Finale         | Finale       | Finale       | Finale       |
| Athlète               | Temps         | Rang     | Temps         | Rang     | Temps Manche 1 | Rang         | Temps Manche 2 | Rang         | Total        | Rang         |
| --------------------- | ------------- | -------- | ------------- | -------- | -------------- | ------------ | -------------- | ------------ | ------------ | ------------ |
| Björn Olsen           | Disqualifié   | –        | 58 s 46       | 3        | Non qualifié   | Non qualifié | Non qualifié   | Non qualifié | Non qualifié | Non qualifié |
| Reynir Brynjólfsson   | 59 s 85       | 5        | 1 min 04 s 70 | 3        | Non qualifié   | Non qualifié | Non qualifié   | Non qualifié | Non qualifié | Non qualifié |
| Ivar Sigmundsson      | 59 s 46       | 5        | 1 min 02 s 20 | 3        | Non qualifié   | Non qualifié | Non qualifié   | Non qualifié | Non qualifié | Non qualifié |
| Kristinn Benediktsson | 1 min 07 s 66 | 6        | 1 min 02 s 05 | 3        | Non qualifié   | Non qualifié | Non qualifié   | Non qualifié | Non qualifié | Non qualifié |

## Référence
- (en) Cet article est partiellement ou en totalité issu de l’article de Wikipédia en anglais intitulé « Iceland at the 1968 Winter Olympics » (voir la liste des auteurs).